# Pentito
 (mai 2023).
Si vous disposez d'ouvrages ou d'articles de référence ou si vous connaissez des sites web de qualité traitant du thème abordé ici, merci de compléter l'article en donnant les références utiles à sa vérifiabilité et en les liant à la section « Notes et références ».
Cet article court présente un sujet plus développé dans : Repenti.
Pentito (« repenti » en italien) est utilisé familièrement pour désigner les collaborateurs de justice dans la terminologie de la procédure pénale italienne qui faisaient autrefois partie d'organisations criminelles (mafia) et ont décidé de collaborer avec un procureur.
La catégorie judiciaire des repentis a été créée à l'origine dans les années 1970 pour lutter contre la violence et le terrorisme pendant la période de terrorisme de gauche et de droite connue sous le nom « d'Années de plomb ».
Au cours du Maxi-procès de Palerme (1986-1987) et après le témoignage de Tommaso Buscetta, le terme a été de plus en plus appliqué aux anciens membres du crime organisé qui avaient abandonné leur organisation et commencé à aider les enquêteurs.